# Вейделевский район
Ве́йделевский район  — административно-территориальная единица (район) и муниципальное образование (муниципальный район) в Белгородской области России.
Административный центр — пгт Вейделевка.

## География

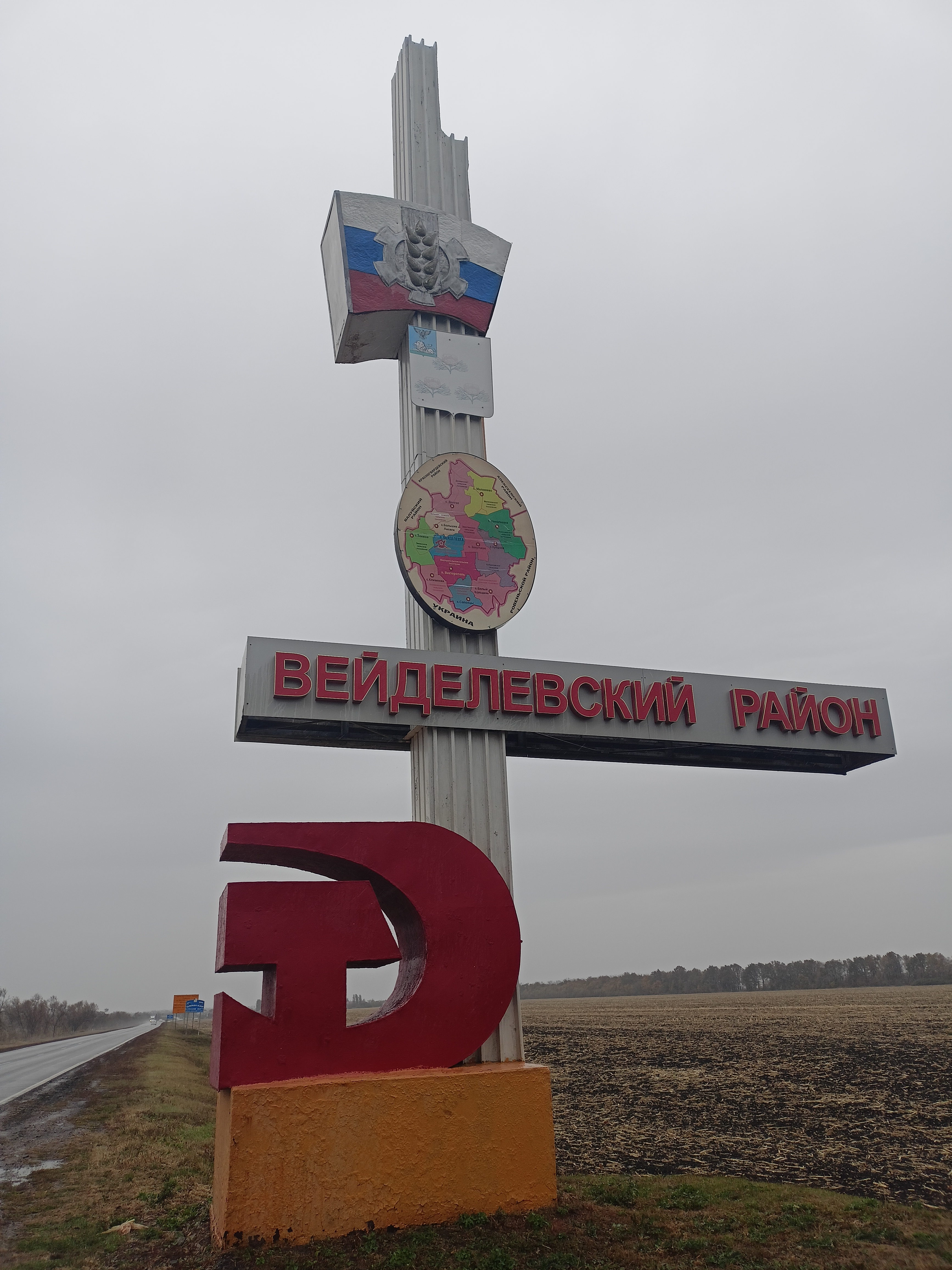

Вейделевский район расположен в юго-восточной почвенно-климатической зоне Белгородской области, которая характеризуется умеренно континентальным климатом с частыми засухами. Почвенный покров представлен чернозёмами различного типа.
Территория района относится к Осколо-Донецкому меловому району. Площадь района — 1356 км².
Крупных рек на территории района нет, однако здесь берут своё начало небольшие речки Ураева, Демино, Ростошь. На территории района много прудов, расположенных в удобных живописных низинах и балках.

## История
Состоявшийся на русской военной службе немец, генерал-майор фон Ведель получил на территории района крупный земельный надел и переселил сюда своих крепостных крестьян из Малороссии, большей частью украинцев (1742). В поселении, получившее название Венделевка (Вейделевка) была открыта церковь (13 февраля 1748), что превращало деревню в слободу. С образованием Валуйского уезда Воронежской губернии, Вейделевка оказалась в её составе. В селе на средства графини Чернышовой была воздвигнута новая каменно-кирпичная церковь Покрова Святой Богородицы (1830), а в начале XX века графиней Паниной построена больница, длительное время считавшейся лучшей в губернии.
Район образован 30 июля 1928 года в составе Острогожского округа Центрально-Чернозёмной области. С 13 июня 1934 года — в составе Воронежской области, с 6 января 1954 года — в составе Белгородской. В 1963 — 1965 годах в состав района входила территория Ровеньского района.
1 апреля 1961 года к Вейделевскому району был присоединён Жабский сельсовет упразднённого Советского района.
1 февраля 1963 года был образован Вейделевский сельский район. Село приобрело статус посёлка городского типа (1972).
С 1 января 2006 года в соответствии с Законом Белгородской области от 20.12.2004 № 159 муниципальное образование «Вейделевский район» наделено статусом муниципального района. На территории района образованы 12 муниципальных образования: 1 городское и 11 сельских поселений.

## Герб Вейделевского района
Вейделевский район получил свой первый официальный герб (1995). Он представляет собой собой геральдический французский серебряный щит, в центральной части которого изображены три тёмно-красного цветка пиона тонколистного с зелёными листьями и стеблями (два и один). Этим подчёркивается главная особенность района — здесь до настоящего времени сохранились места, где произрастают очень редкие реликтовые растения, в том числе и пион тонколистный, или как его называют в народе — Воронец. Традиционно в вольной части (верхнем правом углу) щита нанесено изображение герба Белгородской области.

## Население
| 1959    | 1970    | 1979    | 1989    | 2002    | 2009    | 2010    | 2011    | 2012    |
| ------- | ------- | ------- | ------- | ------- | ------- | ------- | ------- | ------- |
| 24 406  | ↗28 236 | ↘24 950 | ↘24 108 | ↗24 555 | ↘22 479 | ↘21 670 | ↘21 546 | ↘21 027 |
| 2013    | 2014    | 2015    | 2016    | 2017    | 2018    | 2019    | 2020    | 2021    |
| ↘20 588 | ↘20 219 | ↘19 942 | ↘19 604 | ↘19 454 | ↘19 263 | ↘18 910 | ↘18 562 | ↗21 332 |

### Урбанизация
В городских условиях (пгт Вейделевка) проживают 34,44 % населения района.

### Национальный состав
По данным переписи населения 1939 года: русские — 60,5 % или 18 611 чел., украинцы — 38,8 % или 11 944 чел.
По итогам переписи населения 2020 года проживали следующие национальности (национальности менее 0,1 % и другое, см. в сноске к строке «Другие»):
| Национальность | Численность, чел. | Доля     |
| -------------- | ----------------- | -------- |
| Русские        | 19 529            | 91,54 %  |
| Украинцы       | 137               | 0,64 %   |
| Таджики        | 91                | 0,43 %   |
| Турки          | 86                | 0,40 %   |
| Армяне         | 40                | 0,19 %   |
| Молдаване      | 31                | 0,15 %   |
| Другие         | 1418              | 6,65 %   |
| Итого          | 21 332            | 100,00 % |

## Муниципально-территориальное устройство
В Вейделевский район как муниципальное образование со статусом муниципального района входят 12 муниципальных образований, в том числе 1 городское и 11 сельских поселений:
| №  | Муниципальное образование              | Административный центр | Количество населённых пунктов | Население | Площадь, км2 |
| -- | -------------------------------------- | ---------------------- | ----------------------------- | --------- | ------------ |
| 1  | городское поселение посёлок Вейделевка | пгт Вейделевка         | 2                             | ↗7409     | 78,93        |
| 2  | Белоколодезское сельское поселение     | село Белый Колодезь    | 2                             | ↗1231     | 110,11       |
| 3  | Большелипяговское сельское поселение   | село Большие Липяги    | 3                             | ↗907      | 81,36        |
| 4  | Викторопольское сельское поселение     | посёлок Викторополь    | 8                             | ↗1716     | 113,44       |
| 5  | Должанское сельское поселение          | село Долгое            | 8                             | ↗1365     | 152,21       |
| 6  | Закутчанское сельское поселение        | село Закутское         | 8                             | ↗1308     | 103,34       |
| 7  | Зенинское сельское поселение           | село Зенино            | 5                             | ↗1392     | 113,00       |
| 8  | Клименковское сельское поселение       | село Клименки          | 2                             | ↗961      | 75,13        |
| 9  | Кубраковское сельское поселение        | село Кубраки           | 6                             | ↗1045     | 146,66       |
| 10 | Малакеевское сельское поселение        | село Малакеево         | 9                             | ↗1494     | 146,66       |
| 11 | Николаевское сельское поселение        | село Николаевка        | 7                             | ↗1644     | 156,53       |
| 12 | Солонцинское сельское поселение        | село Солонцы           | 4                             | ↗860      | 79,13        |

### Населённые пункты
В Вейделевском районе 64 населённых пункта
| №  | Населённый пункт | Тип     | Население | Муниципальное образование              |
| -- | ---------------- | ------- | --------- | -------------------------------------- |
| 1  | Артеменков       | хутор   | ↘0        | Должанское сельское поселение          |
| 2  | Банкино          | село    | ↘171      | Кубраковское сельское поселение        |
| 3  | Белый Колодезь   | село    | ↘1465     | Белоколодезское сельское поселение     |
| 4  | Белый Плес       | село    | ↘332      | Закутчанское сельское поселение        |
| 5  | Большие Липяги   | село    | ↘608      | Большелипяговское сельское поселение   |
| 6  | Брянские Липяги  | хутор   | ↘238      | Зенинское сельское поселение           |
| 7  | Вейделевка       | пгт     | ↗7347     | городское поселение посёлок Вейделевка |
| 8  | Весёлый          | хутор   | ↘0        | Закутчанское сельское поселение        |
| 9  | Викторополь      | посёлок | ↘1144     | Викторопольское сельское поселение     |
| 10 | Волчий           | хутор   | ↘4        | Солонцинское сельское поселение        |
| 11 | Галушки          | село    | ↘184      | Кубраковское сельское поселение        |
| 12 | Гамаюнов         | хутор   | ↘112      | Малакеевское сельское поселение        |
| 13 | Гаплеевка        | хутор   | ↗41       | Большелипяговское сельское поселение   |
| 14 | Гвоздиков        | хутор   | ↘0        | Малакеевское сельское поселение        |
| 15 | Голубцов         | хутор   | ↘13       | Викторопольское сельское поселение     |
| 16 | Грачев           | хутор   | ↘1        | Закутчанское сельское поселение        |
| 17 | Грицинин         | хутор   | ↘107      | Малакеевское сельское поселение        |
| 18 | Дегтярное        | село    | ↘395      | Малакеевское сельское поселение        |
| 19 | Деркунский       | хутор   | ↘83       | Малакеевское сельское поселение        |
| 20 | Долгое           | село    | ↘910      | Должанское сельское поселение          |
| 21 | Закутское        | село    | ↘647      | Закутчанское сельское поселение        |
| 22 | Зенино           | село    | ↘582      | Зенинское сельское поселение           |
| 23 | Избушки          | хутор   | ↘101      | Закутчанское сельское поселение        |
| 24 | Калиновка        | хутор   | →0        | Кубраковское сельское поселение        |
| 25 | Кандабарово      | хутор   | ↗95       | Зенинское сельское поселение           |
| 26 | Каписевка        | хутор   | ↘0        | Викторопольское сельское поселение     |
| 27 | Клименки         | село    | ↘741      | Клименковское сельское поселение       |
| 28 | Ковалев          | хутор   | ↘89       | Николаевское сельское поселение        |
| 29 | Колесников       | хутор   | ↘313      | Кубраковское сельское поселение        |
| 30 | Колотов          | хутор   | →0        | Малакеевское сельское поселение        |
| 31 | Кубраки          | село    | ↘483      | Кубраковское сельское поселение        |
| 32 | Куликовы Липяги  | село    | ↗244      | Большелипяговское сельское поселение   |
| 33 | Кулькин          | хутор   | ↘1        | Малакеевское сельское поселение        |
| 34 | Лаптиев          | хутор   | ↘2        | Викторопольское сельское поселение     |
| 35 | Луговое          | посёлок | ↘106      | Должанское сельское поселение          |
| 36 | Малакеево        | село    | ↘825      | Малакеевское сельское поселение        |
| 37 | Нехаевка         | хутор   | ↗153      | Зенинское сельское поселение           |
| 38 | Николаевка       | село    | ↘1000     | Николаевское сельское поселение        |
| 39 | Новорослов       | хутор   | ↘109      | Закутчанское сельское поселение        |
| 40 | Ногин            | хутор   | ↘184      | Николаевское сельское поселение        |
| 41 | Олейники         | село    | ↘191      | Викторопольское сельское поселение     |
| 42 | Опытный          | посёлок | ↘166      | Викторопольское сельское поселение     |
| 43 | Орлов            | хутор   | ↘165      | Викторопольское сельское поселение     |
| 44 | Плесо            | хутор   | ↘6        | Белоколодезское сельское поселение     |
| 45 | Погребицкий      | хутор   | ↘41       | Должанское сельское поселение          |
| 46 | Попасный         | хутор   | ↘203      | Николаевское сельское поселение        |
| 47 | Попов            | хутор   | ↘280      | Солонцинское сельское поселение        |
| 48 | Потоловка        | село    | ↘35       | Должанское сельское поселение          |
| 49 | Приветный        | хутор   | ↘20       | Закутчанское сельское поселение        |
| 50 | Придорожный      | хутор   | ↗62       | городское поселение посёлок Вейделевка |
| 51 | Ровны            | село    | ↘356      | Николаевское сельское поселение        |
| 52 | Родники          | хутор   | ↘86       | Малакеевское сельское поселение        |
| 53 | Ромахово         | хутор   | ↘227      | Должанское сельское поселение          |
| 54 | Россошь          | хутор   | ↘41       | Должанское сельское поселение          |
| 55 | Россыпное        | хутор   | ↘47       | Кубраковское сельское поселение        |
| 56 | Рящин            | хутор   | ↘2        | Должанское сельское поселение          |
| 57 | Саловка          | село    | ↘348      | Зенинское сельское поселение           |
| 58 | Солонцы          | село    | ↘520      | Солонцинское сельское поселение        |
| 59 | Становое         | хутор   | ↘28       | Николаевское сельское поселение        |
| 60 | Становое         | хутор   | ↘3        | Солонцинское сельское поселение        |
| 61 | Шевцов           | хутор   | ↘85       | Закутчанское сельское поселение        |
| 62 | Якименков        | хутор   | ↘0        | Викторопольское сельское поселение     |
| 63 | Яропольцы        | село    | ↘269      | Клименковское сельское поселение       |
| 64 | Ясенов           | хутор   | →2        | Николаевское сельское поселение        |

## Достопримечательности
12 археологических памятников раннего средневековья обнаружены в пределах Вейделевского района. Они были обнаружены С. Н. Замятиным в 1926 году, С. А. Плетневой в 1958 году и Г. Е. Афанасьевым в 1980 году. Также некоторые памятники обнаружены позднее.
Все эти памятники расположены по двум берегам реки Ураевой.
Археологические памятники Вейделевского района: Подгоровский катакомбный могильник, селище-1 у п. Вейделевка, селище-1 и селище-2 у с. Брянские Липяги, селище-1 и селище-2 у с. Саловка, и селище-1 у х. Шпенгарев.
Шпенгаревское городище имело культово-защитное предназначение. Оно находилось в центре других поселений IX—X веков аграрно-ремесленного облика, и относится к салтово-маяцкой археологической культуре.
На Подгоровском (Шпенгарев) селище салтово-маяцкой культуры найдено костяное орудие с руноподобными знаками.
В 4-х образцах антропологического материала из Подгоровского катакомбного могильника VIII—IX веков салтово-маяцкой культуры обнаружены Y-хромосомные гаплогруппы R1a1a1b2a (Z2124), G, J2a и митохондриальные гаплогруппы I4a, D4m2.